# العلاقات الكولومبية الليسوتوية
العلاقات الكولومبية الليسوتوية هي العلاقات الثنائية التي تجمع بين كولومبيا وليسوتو.

## مقارنة بين البلدين
هذه مقارنة عامة ومرجعية للدولتين:
| وجه المقارنة                                              | كولومبيا        | ليسوتو                      |
| --------------------------------------------------------- | --------------- | --------------------------- |
| المساحة (كم2)                                             | 1.14 مليون      | 32.96 ألف                   |
| عدد السكان (نسمة)                                         | 49.07 مليون     | 2.23 مليون                  |
| الكثافة السكانية (ن./كم²)                                 | 43.04           | 67.66                       |
| العاصمة                                                   | بوغوتا          | ماسيرو                      |
| اللغة الرسمية                                             | اللغة الإسبانية | لغة إنجليزية، اللغة السوتية |
| العملة                                                    | بيزو كولومبي    | لوتي ليسوتو                 |
| الناتج المحلي الإجمالي (بليون دولار)                      | 309.19 مليار    | 2.64 مليار                  |
| الناتج المحلي الإجمالي (تعادل القوة الشرائية) بليون دولار | 724.96 مليار    | 6.30 مليار                  |
| الناتج المحلي الإجمالي الاسمي للفرد دولار أمريكي          | 7.60 ألف        | 1.07 ألف                    |
| الناتج المحلي الإجمالي للفرد دولار أمريكي                 | 13.36 ألف       | 2.64 ألف                    |
| مؤشر التنمية البشرية                                      | 0.720           | 0.497                       |
| رمز المكالمات الدولي                                      | +57             | +266                        |
| رمز الإنترنت                                              | .co             | .ls                         |
| المنطقة الزمنية                                           | 00              | ت ع م+02:00                 |

## منظمات دولية مشتركة
يشترك البلدان في عضوية مجموعة من المنظمات الدولية، منها:
| علم المنظمة | اسم المنظمة                               | تاريخ انضمام كولومبيا | تاريخ انضمام ليسوتو |
| ----------- | ----------------------------------------- | --------------------- | ------------------- |
|             | البنك الدولي للإنشاء والتعمير             | 24 ديسمبر 1946        | 25 يوليو 1968       |
|             | منظمة التجارة العالمية                    | ?                     | ?                   |
|             | المركز الدولي لتسوية المنازعات الاستشارية | 14 أغسطس 1997         | 7 أغسطس 1969        |
|             | منظمة حظر الأسلحة الكيميائية              | ?                     | ?                   |
|             | الأمم المتحدة                             | 5 نوفمبر 1945         | 17 أكتوبر 1966      |
|             | منظمة الشرطة الجنائية الدولية             | ?                     | ?                   |
|             | وكالة ضمان الاستثمار متعدد الأطراف        | 30 نوفمبر 1995        | 12 أبريل 1988       |
|             | يونسكو                                    | 31 أكتوبر 1947        | 29 سبتمبر 1967      |
|             | مؤسسة التنمية الدولية                     | 16 يونيو 1961         | 19 سبتمبر 1968      |
|             | مؤسسة التمويل الدولية                     | 20 يوليو 1956         | 29 سبتمبر 1972      |
|             | الاتحاد البريدي العالمي                   | ?                     | ?                   |
|             | الاتحاد الدولي للاتصالات                  | 25 أغسطس 1914         | 26 مايو 1967        |

## وصلات خارجية
- موقع وزارة الخارجية الليسوتوية